# Carl Friedrich Lehmann-Haupt
Carl Ferdinand Friedrich Lehmann-Haupt (* 11. März 1861 in Hamburg; † 24. Juli 1938 in Innsbruck) war ein deutscher Altorientalist und Althistoriker.

## Leben und Wirken
Carl Ferdinand Friedrich Lehmann war der Sohn des Juristen und Übersetzers Emil Lehmann (1823–1887) und der Kaufmannstochter Amalie Leo (1837–1906).
Nach Studium der Rechtswissenschaft und Orientalistik in Heidelberg, Leipzig, Göttingen und Baltimore wurde Lehmann-Haupt 1883 in Göttingen zum Doktor der Rechtswissenschaft promoviert, 1886 in Berlin bei Friedrich Delitzsch zum Doktor der Philosophie. 1887/88 war er als Angestellter (Amanuensis) der ägyptischen Abteilung der Berliner Museen tätig und habilitierte sich 1893 in Berlin bei Delitzsch und Otto Hirschfeld für Alte Geschichte. Von 1898 bis 1899 unternahm er eine Forschungsreise in die Nordosttürkei und nach Armenien, wo er eine Reihe von urartäischen Inschriften entdeckte und Abklatsche anfertigte. 1901 wurde er unbesoldeter außerordentlicher Professor für Altertumsforschung in Berlin. 1911 wurde er als Gladstone Professor für Griechisch an die Universität in Liverpool berufen und vertrat 1913/14 die Professur für Alte Geschichte an der Universität Oxford.
Bei Ausbruch des Ersten Weltkrieges 1914 kehrte Lehmann-Haupt nach Deutschland zurück und lehrte ab Oktober des Jahres an der Universität Greifswald. Im Jahr 1915 wurde er als ordentlicher Professor für Alte Geschichte an die Dârülfünûn in Konstantinopel berufen. Kurz vor Kriegsende wechselte er am 11. September 1918 nach Innsbruck, wo er bis zur Emeritierung 1932 die Professur für Geschichte des Altertums bekleidete und darüber hinaus bis 1935 Honorarprofessor blieb.
Er war seit 1901 mit Therese Lehmann-Haupt (* 1864; † 1938) verheiratet, Tochter des Otto Haupt, eines Schuldirektors in Stettin. Sie wirkte als Schriftstellerin. Seit 1905 führte er den Doppelnamen Lehmann-Haupt. Aus der Ehe gingen zwei Kinder hervor, der Buchwissenschaftler Hellmut Lehmann-Haupt (1903–1992) und die Schauspielerin Miriam Lehmann-Haupt.
Lehmann-Haupt war ab 1901 erster Herausgeber der Zeitschrift Klio. Beiträge zur alten Geschichte, deren Redaktion er bis 1936 innehatte. Sein besonderer Forschungsschwerpunkt waren die Urartäer – er bevorzugte allerdings die Bezeichnung Chalder. Er legte zahlreiche Inschriften zum ersten Mal vor (z. B. die Inschrift von Edremit) und gab ein Korpus urartäischer Inschriften heraus.

## Schriften (Auswahl)
- Šamaššumukîn. König von Babylonien. 668–648 v. Chr. Inschriftliches Material über den Beginn seiner Regierung (= Assyriologische Bibliothek. 8). Hinrichs, Leipzig 1892 (Digitalisat).
- Das altbabylonische Maass- und Gewichtssystem als Grundlage der antiken Gewichts-, Münz- und Maassysteme. In: Actes du Huitième Congrès International des Orientalistes, tenu en 1889 à Stockholm et à Christiania. Partie 2, Section 1: Sémitique et de l’Islâm. Sous-Section b. Brill, Leiden 1893, S. 165–249, (Auch als Sonderabdruck. Brill, Leiden 1893).
- Zwei Hauptprobleme der altorientalischen Chronologie und ihre Lösung. Pfeiffer, Leipzig 1898 (Digitalisat).
- Babyloniens Kulturmission einst und jetzt. Ein Wort der Ablenkung und Aufklärung zum Babel-Bibel-Streit. Dieterich, Leipzig 1903 (Digitalisat).
- Materialien zur älteren Geschichte Armeniens und Mesopotamiens (= Abhandlungen der Königlichen Gesellschaft der Wissenschaften zu Göttingen. Philologisch-Historische Klasse. Neue Folge Bd. 9, Nr. 3, ZDB-ID 505052-2). Weidmann, Berlin 1906 (Digitalisat).
- Armenien einst und jetzt. Reisen und Forschungen. 2 (in 3) Bände. Behr, Berlin 1910–1931 (Digitalisate);
  - Band 1: Vom Kaukasus zum Tigris und nach Tigranokerta. 1910;
  - Band 2: Auf chaldischer und griechischer Spur im türkischen Ostarmenien, in Nordassyrien und vom großen Zab zum Schwarzen Meer. Hälfte 1: Das türkische Ost-Armenien – In Nord-Assyrien. 1926;
  - Band 3: Auf chaldischer und griechischer Spur im türkischen Ostarmenien, in Nordassyrien und vom großen Zab zum Schwarzen Meer. Hälfte 2: Kultur, Herkunft und Verbleib der Chalder – Der Rückzug der Zehntausend Griechen von der Ebene von Alaschgert zum Schwarzen Meer. 1931.
- Die chaldische Keilinschrift von Kaissaran. In: Huschardzan. Festschrift aus Anlass des 100jährigen Bestandes der Mechitharisten-Kongregation in Wien (1811–1911) und des 25. Jahrganges der philologischen Monatsschrift „Handes Amsorya“ (1887–1911). Verlag der Mechitaristen-Kongregation, Wien 1911, S. 253–257.
- Die Geschicke Judas und Israels im Rahmen der Weltgeschichte (= Religionsgeschichtliche Volksbücher für die deutsche christliche Gegenwart. Reihe 2, Heft 1 und 6, ZDB-ID 571928-8). J.C.B. Mohr (P. Siebeck), Tübingen 1911, urn:nbn:de:hebis:30:1-122775.
- Israel. Seine Entwicklung im Rahmen der Weltgeschichte. J.C.B. Mohr (P. Siebeck), Tübingen 1911, urn:nbn:de:hebis:30:1-122807.
- Semiramis und Sammuramat. In: Klio. Beiträge zur alten Geschichte. Band 15, Nr. 3/4, 1918, S. 243–255, doi:10.1524/klio.1918.15.15.243.
- als Herausgeber mit Felix Bagel, Fritz Schachermeyr: Corpus Inscriptionum Chaldicarum. Lieferung 1–2 (in je 2 Teilen). Berlin u. a., de Gruyter u. a. 1928–1935.